# إدوارد جوستين
إدوارد جوستين (بالإنجليزية: Edward Heath)‏ هو سياسي أمريكي، ولد في 1819، وتوفي في 1892. انتخب عمدة نيو أورلينز ‏.